# Leotia chlorocephala
Leotia chlorocephala är en svampart som beskrevs av Schwein. 1822. Leotia chlorocephala ingår i släktet slemmurklingar och familjen Leotiaceae.   Inga underarter finns listade i Catalogue of Life.